# Kościół Podwyższenia Krzyża Świętego w Ząbkowicach Śląskich
Kościół Podwyższenia Krzyża Świętego – rzymskokatolicki kościół filialny należący do parafii św. Anny w Ząbkowicach Śląskich.
Budowa kościoła i klasztoru dominikanów rozpoczęła się w 1445 roku i zakończyła się dopiero w 1515 roku. W 1541 roku książęta ziębiccy z dynastii Podiebradów, w związku z przyjęciem luteranizmu przez mieszkańców miasta skasowali klasztor a zabudowania zostały przejęte przez władze miejskie. W latach 70. XVI wieku świątynia została przekazana gminie ewangelickiej. W 1629 roku świątynia została zwrócona dominikanom. W 1632 roku świątynia i klasztor zostały zniszczone przez pożar i odbudowane zostały dopiero w 1669 roku. W świątyni dominikańskiej raz w tygodniu było wygłaszane kazanie w języku polskim, które było słuchane przez okoliczną ludność polską. W konwencie mieszkało wielu zakonników narodowości polskiej, a w II połowie XVII wieku i na początku XVIII wieku spotykało się przeorów noszących polskie nazwiska np. Grzegorz Królik, Jerzy Gaszyński, Alan Sulik. Budowla była jeszcze wielokrotnie remontowana w XVIII wieku. W 1795 roku w klasztorze mieszkało 4 księży i 3 braci. Piętnaście lat później edyktem z dnia 28−30 października 1810 roku król pruski Fryderyk Wilhelm III skasował ząbkowicki klasztor dominikanów. W dniu 16 października 1815 roku świątynia została przejęta przez gminę protestancką. Od tego czasu w dawnym klasztorze znajdowało się mieszkanie pastora i organisty oraz do 1865 roku szkoła podstawowa. W latach 1832−1835 ewangelicy przeprowadzili w świątyni i klasztorze prace budowlane, m.in. wybudowali wtedy istniejącą do dziś wieżę. Dziedziniec klasztoru służył jeszcze do 1867 roku jako skład soli, ponieważ było to związane z prawem składu istniejącym od średniowiecza. Ewangelicy wprowadzili zmiany w wyposażeniu kościoła, m.in. usunęli boczne ołtarze, usunęli posągi świętych dominikańskich sprzed kościoła, w ołtarzu głównym został zamontowany obraz Chrystusa, a na ścianach zostały powieszone obrazy reformatorów. W dniu 21 sierpnia 1946 roku świątynia oraz klasztor razem z otoczeniem zostały przejęte przez 11 sióstr Klarysek Najświętszego Sakramentu, które przybyły ze Lwowa, a w dniu 29 września tego samego roku świątynia i klasztor zostały poświęcone oraz odprawiona została pierwsza msza święta. Po jej zakończeniu została ustawiona na prowizorycznym tronie monstrancja do publicznej adoracji. Od tego czasu trwa w świątyni nieustanna adoracja Najświętszego Sakramentu.
Jest to świątynia orientowana, posiadająca jedną nawę oraz wyodrębnione, wydłużone i prosto zamknięte prezbiterium. W nawie są umieszczone rzędy kaplic, które tworzą ciągi pomieszczeń przypominających nawy boczne. Nad kaplicami jest wybudowana kondygnacja empor, natomiast kościół jest nakryty sklepieniem krzyżowym.